# Apicum-Açu
Apicum-Açu es un municipio brasileño del estado de Maranhão. Su población estimada en 2010 era de 14 959 habitantes. El municipio fue antiguamente parte del municipio de Bacuri. 